# Gayennoides losvilos
Gayennoides losvilos là một loài nhện trong họ Anyphaenidae.
Loài này thuộc chi Gayennoides. Gayennoides losvilos được M. J. Ramírez miêu tả năm 2003.